# むさし嵐丸
むさし嵐丸（むさしらんまる）は、埼玉県比企郡嵐山町の公式マスコットキャラクター。

## 概要
嵐山町の情報発信や町のイメージアップと活性化を目的に、町のマスコットキャラクター選定委員会がマスコットキャラクターのデザインを一般公募し、2011年8月2日、147点の応募の中から同町在住の女性のものが選ばれた。国蝶であり嵐山町の自然から町のシンボルでもあるオオムラサキの被り物をしている。胸には嵐山町の「嵐」の文字が入っている。嵐山町は木曽義仲の生誕地であり、畠山重忠の居館である菅谷館があることなど武将との関わりから武士の姿をモチーフとしている。名称についても同委員会より一般公募され、28点の応募の中から同町在住の女性のものが採用された。武蔵国の嵐山町のやんちゃな男の子をイメージしている。11月6日開催された嵐山まつりでキャラクターデザインおよび名称の採用者の表彰式が挙行され、マスコットキャラクターがお披露目された。
ゆる玉応援団の団員No.69。また、埼玉県の「けんこう大使」にも任命されている。また、嵐山町は2017年4月15日に町制施行50周年を迎えたが、その記念ロゴマークにもむさし嵐丸がデザインされている。

## プロフィール
- 名前 - むさし嵐丸（らんまる）[1]
- 誕生日 - 11月6日
- 性別 - 男の子
- 住まい - 嵐山町の里山（詳細は内緒）
- 仕事 - 嵐山町のPR、観光地の美化清掃
- 趣味 - 虫取り、陣取り合戦
- 特技 - 梅干作り、ダンス
- 好きな食べ物 - 嵐山辛モツ焼そば、芋ようかん[2]
- 好きな生物 - オオムラサキ、エノキ
- 好きな花 - ツツジ
- 好きな木 - ウメ
- ゆる玉応援団 - 団員No.69

## キャラクター展開
町のホームページや広報誌など町の公式発行物等で活用されている。また、嵐丸の着ぐるみが作成され、町内の祭事等で活躍するほか、B級グルメ大会やゆるキャラグランプリなどの町外のイベント会場でもその姿を披露している。

## 関連グッズ
- ぬいぐるみ[9]
- ピンバッジ
- チャーム（間伐材製マスコット）
- ポロシャツ[10]
- ストラップ[11]

## その他
- 武蔵嵐山駅の駅舎内に嵐丸の名前を冠した福祉施設である「子育てステーション 嵐丸ひろば」が2015年4月4日オープンしている[12]。
- 東武鉄道は2014年5月1日、東京都および埼玉県内を運行する東武東上本線が100周年を迎えたことを記念し、東武50000系電車（10両1編成）を使用してむさし嵐丸など東武東上線の沿線25自治体32キャラクターを車両側面にラッピングした「キャラクタートレイン」を東上本線の池袋-森林公園間を中心に2014年7月1日から2015年3月31日までの間運行した[13]。